# 독립협회와 청년 이승만
독립협회와 청년 이승만(獨立協會와 靑年 李承晩, 영문 제목: Independence Association and young Rhee Syng-Man)은 1959년 서울특별시에서 상영된 대한민국의 영화로, 대통령 이승만의 청년기 개화 관련 계몽운동사를 다루었다. 특히 기울어져 가는 대한제국(이조 말엽)의 국운을 차라리 바로잡기 위한 그의 개화 및 계몽 관련 투쟁사를 주요 및 중심으로 한 사극 전기물 작품(액션 대하 시대 사극물 드라마 장르)이었다.

## 제작 스태프
- 감독: 신상옥
- 원작: 최태웅[1]
- 미술 감독: 김정항
- 편집자: 양주남
- OST작곡 겸 음악감독: 김희조, 김대현
- 제작자: 임화수
- 각본: 임희재, 이정선
- 장르: 액션 대하 사극 전기물
- 촬영: 배성학, 임병호

## 제작 및 개봉 장소
경기도 안양군의 스튜디오에서 제작되었으며 서울 시공관에서 1959년 11월 20일 첫 개봉되었고 같은 해 12월 5일 서울 명보극장에서 재차 개봉되었다.

## 출연진
- 김진규 : 이승만 역

아버지 이경선과 어머니 경주 김씨 부인(김말란)의 슬하 3남 2녀(5남매) 중 3남(셋째아들)이자 넷째.
- 김승호 : 고종 이형 역

조선 제26대 군주를 지낸 대한제국 초대 군주.
- 도금봉 : 중전 민씨 역

고종 이형의 정실 본부인.
- 최은희 : 이경선의 첫째 딸 전주 이씨 부인 역

이승만의 누님.
- 김지미 : 엄 상궁(훗날의 순헌황귀비 엄씨) 역

고종 이형의 측실 되는 상궁.
- 엄앵란 : 복녀(훗날의 상궁 염씨) 역

고종 이형의 측실 되는 상궁.
- 고설봉 : 조경호 역

고종 이형의 자형(흥선대원군(이하응)의 사위).
- 추봉 : 이재극 역

조경호의 사위(흥선대원군(이하응)의 외손녀사위).
- 이해랑 : 서재필 역

미국에서 의과대학 객원교수 등으로 활약하다가 잠시 대한제국으로 귀환.
- 최남현 : 이경선 역

이승만의 아버지.
- 황정순 : 경주 김씨 부인 김말란 역

이승만의 어머니.
- 박노식 : 이도철 역

이승만의 옛 학우.
- 장일호 : 나기재 역

이승만의 옛 학우.
- 윤일봉 : 최정식 역

이승만의 옛 학우.
- 김석훈 : 이충구 역

이승만의 옛 학우.
- 이민 : 신긍우 역

이승만의 옛 학우.
- 남궁원 : 주시경 역

이승만의 옛 학우.
- 최무룡 : 서상대 역

이승만의 옛 학우.
- 김동원 : 민영환 역

중전 민씨의 친정 13촌 조카 되는 이로, 을사늑약에 항거.
- 최봉 : 민영익 역

민영환(을사늑약에 항거한 순절지사)의 친갓댁 12촌 형.
- 주선태 : 미우라 고로(삼포오루) 역

조선 주재 일본 공사 출신인 그는 을미사변(중전 민씨 시해 사건)의 수괴.
- 황해 : 소 시게모치(종 중망) 역

일본인 대마도 마지막 번주(소 요시아키라 대마도 백작)의 아들.
- 양일민 : 이우에 히카리(정상 형) 역

전직 조선 주재 일본 공사관 예하 참사관 겸 주재원 출신.
- 조항 : 에모토 류타로(강본 용태랑) 역

전직 조선 주재 일본 공사관 예하 서기관 겸 주재원 출신(이토 히로부미(전직 일본 총리 역임)의 전직 사정비서관 출신).
- 추석양 : 조병식 역

조병갑(동학 농민 운동의 원인을 제공한 호남 지역의 부패한 탐관오리 출신으로 전직 전라도 고부군수 역임)의 한성부에 사는 친갓댁 사촌 종형.
- 성소민 : 이범진 역

노서아 접근 취지 세력의 일원으로 한때 친노서아파 세력들한테 이용된 관료 및 탈노서아주의자 출신.
- 장인한 : 이범윤 역

이범진(노서아 접근 취지 세력 출신)의 친갓댁 6촌 재종제.
- 허장강 : 이완용 역

훗날 을사늑약의 핵심 세력 대표 괴수.
- 강계식 : 이윤용 역

이완용(을사늑약 대표 핵심 수괴)의 친갓댁 배다른 서형.
- 최지희 : 김규식(명문갓댁 공자)의 초배 부인  배천 조씨 조은수 역

배천 조씨 문중의 여인인데 훗날 김규식(전직 대한민국 임시정부 학무부 부장 역임)의 사별 초배 부인.
- 이빈화 : 윤치호(전직 외아문 참의)의 계배 부인 마수진 역

청국 여자 출신의 대한제국 귀화인으로 당시 윤치호(전직 조선국 외아문 참의 역임)의 재혼 계배 부인.
- 박암 : 김홍집(총리대신) 역

전직 조선국 내각총리대신 역임한 관료 출신.
- 장동휘 : 어윤중(전직 탁지부 대신) 역

김홍집 내각 시대의 전직 탁지부 대신.
- 윤인자 : 박정양(전직 총리대신)의 재혼 계배 인동 장씨 부인 역

박정양의 재혼 계배 부인으로 박정양(전직 조선국 내각총리대신 역임)의 두번째 부인이자 마지막 배우자.

## 기타
1960년 1월 1일자 동아일보의 영화평 보도에 의하면 연기자 5백여 명과 엑스트라 6만 명이 출연하였다 한다. 그밖에 특별히 외국인 연기자들이 초빙되기도 했다.